# Vutthikorn Inthraphuvasak

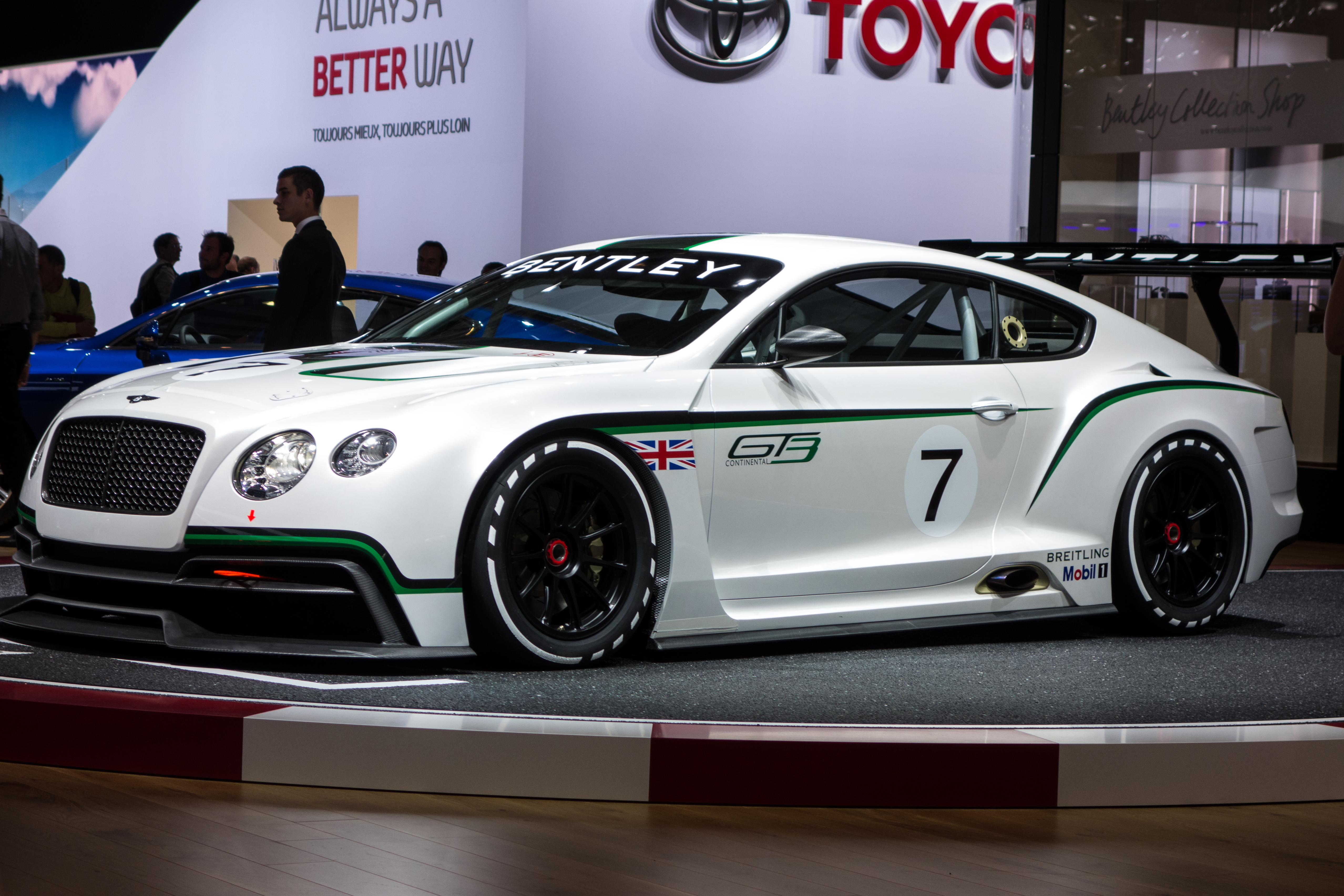
Auf einem Bentley Continental GT3 startete Vutthikorn Inthraphuvasak 2018 in der Asiatischen GT-Meisterschaft

Khun Vutthikorn Inthraphuvasak (* 14. November 1974) ist ein thailändischer Unternehmer und Autorennfahrer.

## Unternehmer
Vutthikorn Inthraphuvasak ist Präsident von Bentley Thailand by AAS Auto Services und thailändischer Generalimporteur der zur Volkswagen AG gehörenden britischen Nobelmarke Bentley.

## Karriere als Rennfahrer
2004 begann Vutthikorn Inthraphuvasak mit dem GT-Sport und startete vor allem in asiatischen Rennserien. Er fuhr im Porsche Carrera Cup Asia, wo er 2005 Fünfter wurde (Meisterschaftssieger Jonny Cocker). 2009 und 2012 gewann er auf einem Porsche 911 GT2 die thailändische Super-Car-Meisterschaft.
Ab 2017 war er in der Blancpain GT Series Asia gemeldet, wo er 2019 auf einem Porsche 911 GT3 R die Gesamtwertung der GT3-Klasse gewann.

## Statistik

### Le-Mans-Ergebnisse
| Jahr | Team                  | Fahrzeug           | Teamkollege     | Teamkollege     | Platzierung | Ausfallgrund |
| ---- | --------------------- | ------------------ | --------------- | --------------- | ----------- | ------------ |
| 2020 | Dempsey-Proton Racing | Porsche 911 RSR    | Lucas Légeret   | Julien Andlauer | Rang 36     |              |
| 2021 | Proton Competition    | Porsche 911 RSR-19 | Florian Latorre | Harry Tincknell | Ausfall     | Unfall       |